# كيسي وولز
كيسي وولز (بالإنجليزية: Casey Walls)‏ هو لاعب كرة قدم أمريكي وبريطاني في مركز الهجوم، ولد في 1 أكتوبر 2003 في سري في المملكة المتحدة. لعب مع نادي رينو 1868.